# Restinga de Massambaba
A Restinga de Massambaba é um ecossistema que faz parte da Região dos Lagos, área das Baixadas Litorâneas do estado do Rio de Janeiro. Caracteriza-se como uma faixa arenosa de cerca de 48 km de extensão que começa na Barra da Lagoa de Saquarema, no município de Saquarema, e termina no Morro do Atalaia, no município de Arraial do Cabo. Ao longo da maior parte de sua extensão, a Restinga é margeada, por um lado, pelo Oceano Atlântico, e por outro, pela Lagoa de Araruama que é, de fato, uma laguna. Entre o mar e a laguna, se sucedem vários corpos de água. Em sua faixa mais estreita, na Enseada das Gaivotas (na orla da Lagoa de Araruama pertencente à Arraial do Cabo), a Restinga tem apenas 300 metros. O trecho mais longo é a extensão de terra que inclui a Ponta da Acaíra (também em Arraial do Cabo) com 6km. A Restinga de Massambaba é cortada pela rodovia estadual RJ-102, que vai de Niterói à Armação dos Búzios. No trecho que corta Araruama, a RJ-102 tem o nome de Estrada de Praia Seca. Em Arraial do Cabo, a rodovia se chama Estrada de Figueira.
A Restinga de Massambaba  é o evento geológico que possibilitou a formação da Lagoa de Araruama, o maior corpo d’água hipersalino em estado permanente do mundo. Antes disso, a área da laguna era uma imensa enseada.

## Unidades de conservação
A Restinga de Massambaba tem uma rica biodiversidade e deu origem à várias unidades de conservação (UCs). Em 1986, a antiga Fundação Estadual de Engenharia do Meio Ambiente (Feema), criou a Área de Proteção Ambiental (APA) de Massambaba, a Reserva Ecológica Estadual de Jacarepiá (REEJ) e a Reserva Ecológica (Resec) de Massambaba. Enquanto a APA de Massambaba está contida dentro da Restinga de Massambaba, a REEJ e a Resec de Massambaba estão localizadas dentro da APA de Massambaba. Em 2001 foi criada outra UC, o Parque Estadual da Costa do Sol (Pecs), um mosaico de 43 áreas distintas espalhados por seis municípios da Região dos Lagos: Saquarema, Araruama, São Pedro da Aldeia, Cabo Frio, Arraial do Cabo e Armação de Búzios e que inclui várias áreas da Restinga de Massambaba.

## Fauna, flora e vegetação
Na Restinga de Massambaba há cerca de 10 diferentes formações vegetais identificadas e 664 espécies de plantas próprias de ambientes de restinga e da Mata Atlântica. De acordo com Vecchi & Alves (2008), a Restinga tem a maior extensão contínua de habitat adequado a única espécie de ave endêmica das restingas do litoral brasileiro: o formigueiro-do-litoral, uma ave em extinção.
A cobertura vegetal nativa inclui manchas de variados tamanhos de florestas do bioma da Mata Atlântica; remanescentes de matas com pau brasil; vegetação de restinga; a savana-estépica, cuja característica principal é a grande quantidade de cactus que atingem até 4 m de altura; manguezais na foz de vários rios e ainda em trechos das margens das lagoas de Saquarema e de Araruama; brejos espalhados por toda a região; e plantas como palmeiras, cipós, trepadeiras, bromélias, cactus, orquídeas e uma infinidade de ervas, além de outro punhado de espécies de algas, líquens, musgos e samambaias. Cerca de 26 espécies de plantas e árvores são exclusivas da Restinga de Massambaba.

## Corpos de água
Ao longo da Restinga, entre a costa litorânea e a laguna, estão a Lagoa Vermelha, a Lagoa de Pitanguinha, a Lagoa da Pernambuca, o Brejo do Pau Fincado, o Brejo do Espinho, a Lagoa Salgada e o Brejo do Mato.

## Praias
A Restinga de Massambaba tem nove praias oceânicas ao longo da costa dos municípios de Saquarema, Araruama e Arraial do Cabo. Há também 12 praias lacustres, todas na orla da margem sul da Lagoa de Araruama nos mesmos municípios.
Praias oceânicas
Praia de Itaúna, Praia do Vilatur (Saquarema);
Praia do Dentinho, Praia do Raposo, Praia do Vargas, Praia da Pernambuca (Araruama); e 
Praia da Pernambuca, Praia de Caiçara, Praia Grande (Arraial do Cabo)
Praias lacustres
Praia do Barreiro ou Praia de Fora (Saquarema):
Praia do Perauaçu, Praia do Villagio D'Itália, Praia do Tomé. Praia dos Nobres, Praia das Virtudes, Praia do Pneu (Araruama); e
Praia do Pneu, Praia do Rebolo, Praia de Figueira, Praia de Monte Alto e Praia do Sudoeste (Arraial do Cabo)
A Praia da Pernambuca (oceânica) e a Praia do Pneu (lacustre) se estendem por mais de um município.

## Poluição ambiental e problemas na preservação de áreas de restinga
A vegetação de restinga pode ser encontrada ao longo de toda a costa brasileira e fornece serviços ecossistêmicos (por exemplo, manutenção dos recursos hídricos) considerados fundamentais. Dada a sua relevância como ecossistema costeiro de alta biodiversidade, restingas são consideradas atualmente Áreas de Preservação Permanente (APP), conforme estabelecido pelo Novo Código Florestal brasileiro (Lei nº 12.651/2012). Restingas são ambientes frágeis e apresentam lenta regeneração natural após sua destruição. Os principais fatores antrópicos (causados pela ação humana) que têm fortes impactos negativos sobre as restingas são a intensa especulação imobiliária e o turismo desordenado, que, quando acontecem sem nenhum planejamento ou cuidado, põem em risco as espécies da fauna e da flora.
Em 28/09/2020, o Conselho Nacional do Meio Ambiente (Conama) revogou as resoluções nº 302 e nº 303, que previam normas mais rígidas de proteção às áreas de vegetação de restinga e manguezais em todo o país. Segundo a imprensa, as medidas eram uma demanda dos setores da construção civil e hoteleiro. Em 29/09/2020, a 23ª Vara Federal do Rio de Janeiro suspendeu a revogação do Conama sob a alegação de que a medida permitiria a ocupação e o desmatamento de ecossistemas frágeis. A revogação dessas resoluções também violaria o direito a um meio ambiente ecologicamente equilibrado, conforme definido na constituição. Em 02/09/2020, as revogações feitas pelo Conama voltaram a valer por conta de um recurso da União acatado pela Justiça Federal.